# 埃爾米拉 (印地安納州)
埃爾米拉（英語：Elmira）是位於美國印地安納州拉格蘭奇縣的一個非建制地區。該地的面積和人口皆未知。